# Calle Máximo Aguirre
La calle Máximo Aguirre es una calle ubicada en el centro de la villa de Bilbao. Se inicia en la calle Ercilla, próxima a la plaza Indautxu
y a Licenciado Poza, y finaliza en la confluencia de las calles Elcano y Henao, adyacente al parque Casilda Iturrizar y a la plaza Euskadi, en Abandoibarra.

## Edificios y lugares de interés
Diversos edificios y lugares de interés reseñables rodean la calle Máximo Aguirre:

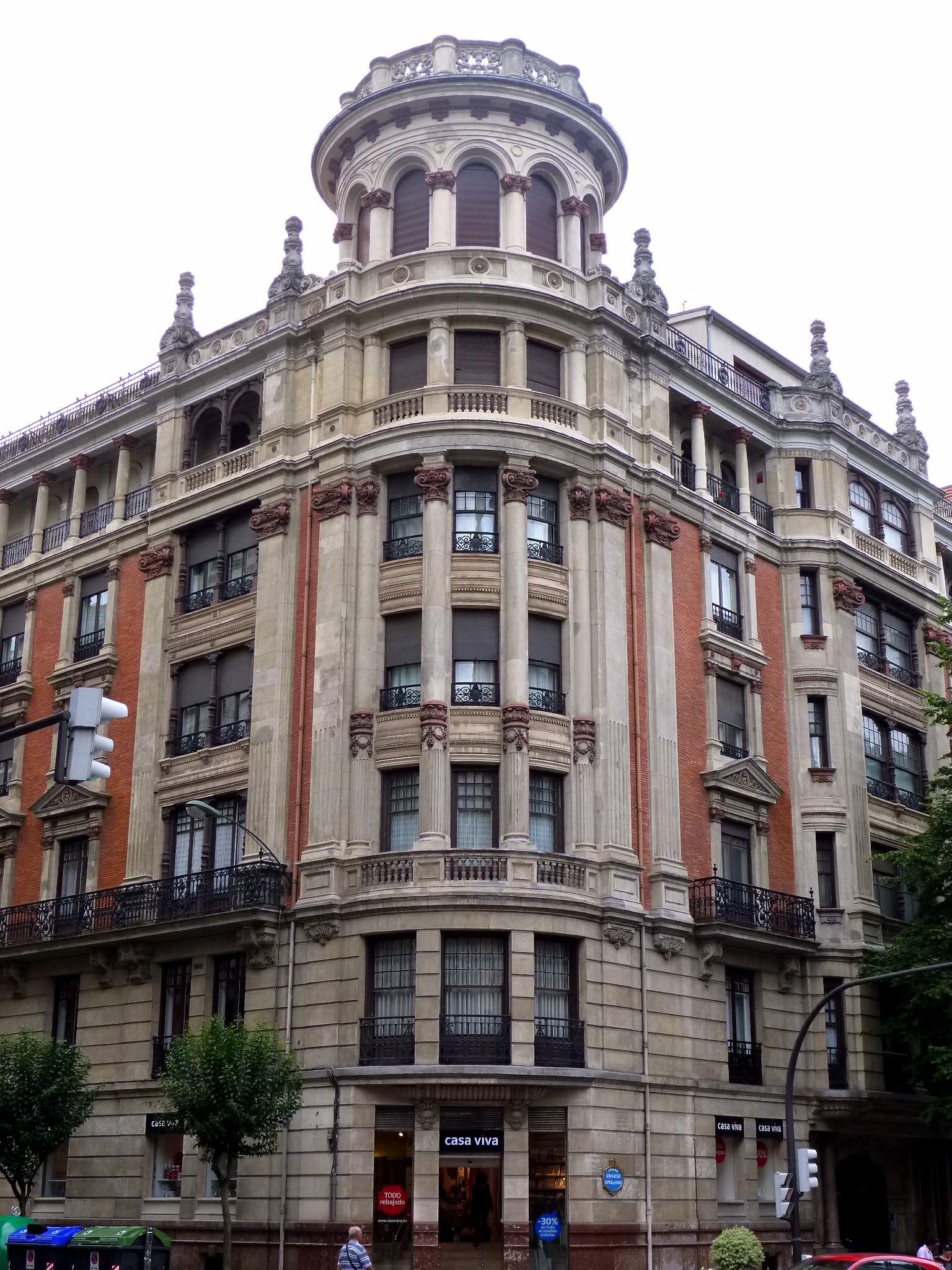
Edificio en la confluencia de la Gran Vía y la calle Máximo Aguirre
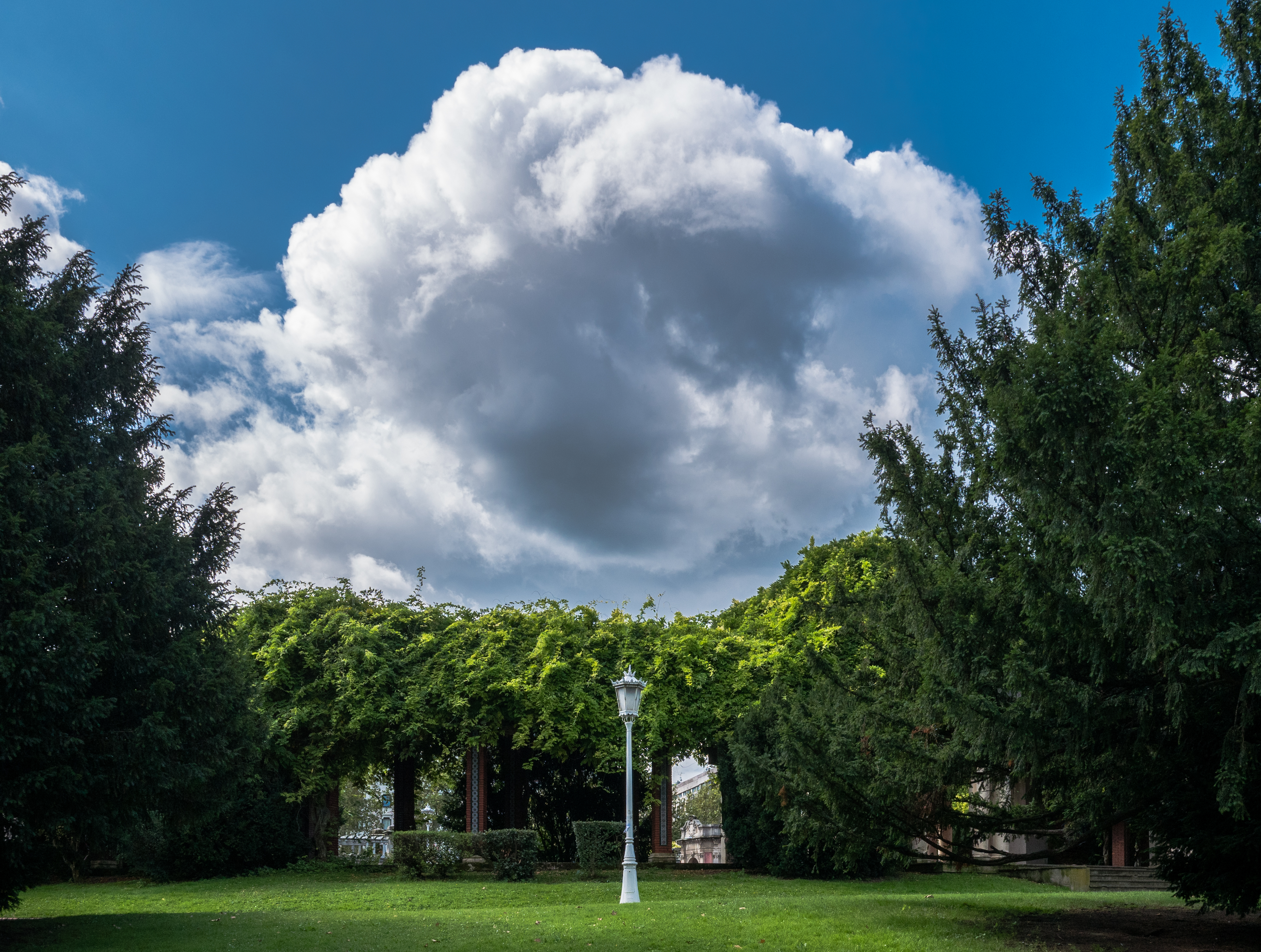
Parque Casilda Iturrizar